# Herb Ritts
Herb Ritts (Brentwood, 13 de agosto de 1952 — Los Angeles, 26 de dezembro de 2002) foi um fotógrafo estadunidense conhecido especialmente por seu trabalho realizado durante os anos 1980 e 1990.